# Taverny
Taverny egy község Franciaországban. Lakosainak száma 27 065 fő (2022. január 1.).

## Földrajza
Taverny Villiers-Adam, Beauchamp, Bessancourt, Béthemont-la-Forêt, Franconville, Frépillon, Le Plessis-Bouchard és Saint-Leu-la-Forêt községekkel határos.

## Testvértelepülések
- Lüdinghausen
- Sedlčany
- Nysa